# Марлборо (окръг, Южна Каролина)
Окръг Марлборо (на английски: Marlboro County) е окръг в щата Южна Каролина, Съединени американски щати. Площта му е 1256 km², а населението – 26 667 души (1 април 2020). Административен център е град Бенетсвил.